# Felipe Gil Casares
Felipe Gil Casares (Santiago de Compostel·la, 1877 - Madrid, 1953) fou un advocat i polític gallec. Llicenciat en dret, fou catedràtic de dret a la Universitat de Santiago de Compostel·la. El 1931 ingressà a Acció Popular, partit que formaria part de la CEDA, coalició amb la qual fou elegit diputat per la província de La Corunya a les eleccions generals espanyoles de 1933 i 1936.
Quan esclatà la guerra civil espanyola es va presentar al comandant militar de Santiago de Compostel·la Bermúdez de Castro amb 30 joves armats de les JAP, i oferí els seus serveis a les noves autoritats. El 17 de novembre de 1936, fou nomenat rector de la Universitat de Santiago de Compostel·la. Posteriorment fou nomenat magistrat de la Sala Contenciosa-Administrativa del Tribunal Suprem d'Espanya.